# Piotrowice Nyskie

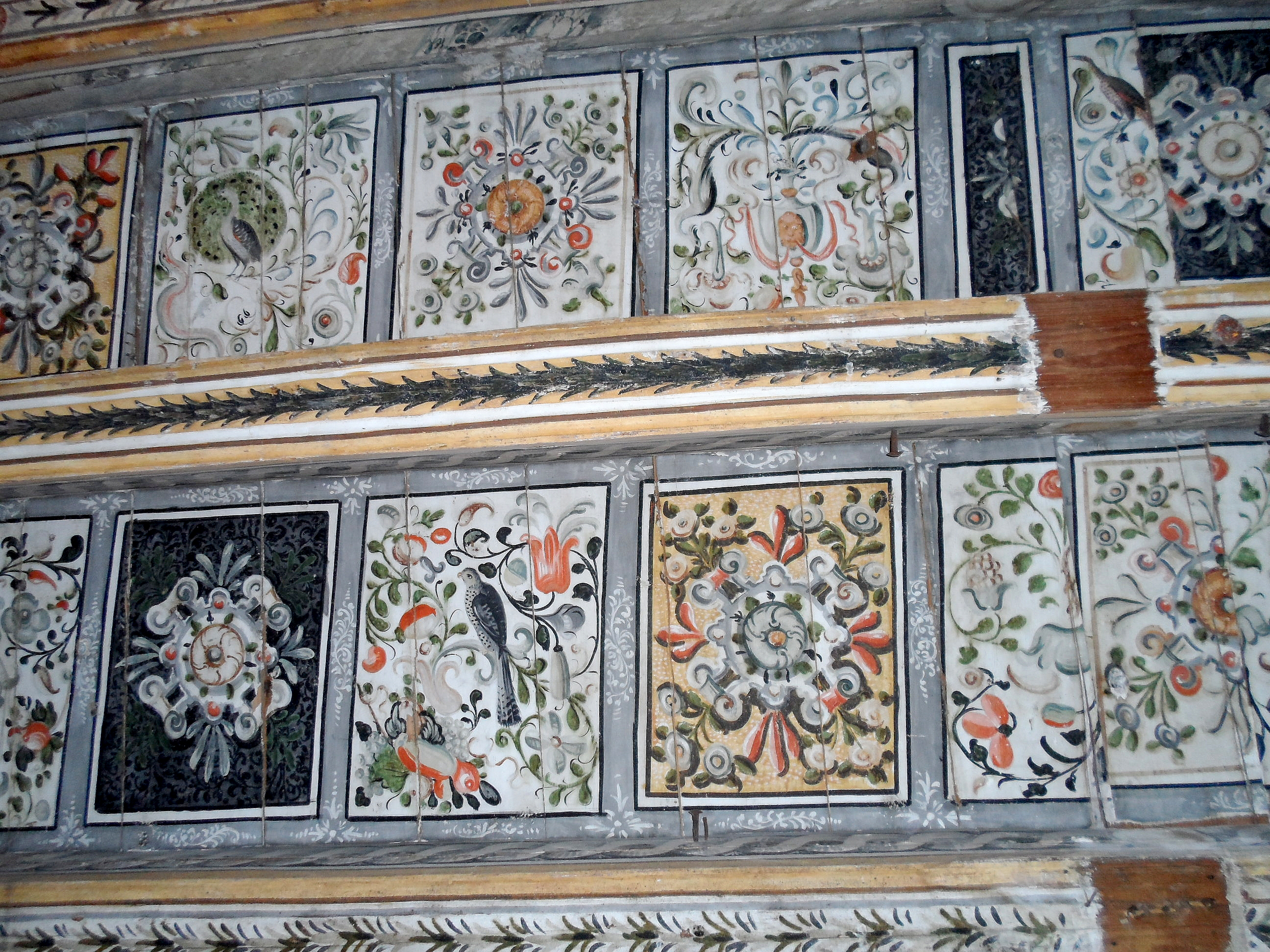
Fragment malowideł na suficie w pałacu

Piotrowice Nyskie (niem. Peterwitz) – wieś w Polsce położona w województwie opolskim, w powiecie nyskim, w gminie Otmuchów.
Do wsi należy przysiółek Krakówkowice, (niem. Krackwitz, w latach 1936-45 Wiesental O.S., od 1945 r. przez kilka lat Krakowiec).

## Położenie
Wieś położona jest ok. 19 km od Nysy, 7 km od Otmuchowa i ok. 3 km od granicy państwa z Czechami, na Obniżeniu Otmuchowskim.
| SIMC    | Nazwa        | Rodzaj     |
| ------- | ------------ | ---------- |
| 0500926 | Krakówkowice | przysiółek |

## Przynależność administracyjna
- Do połowy XVIII wieku wieś w księstwie nyskim
- Od 1945 w powiecie nyskim
- Do 1973 w gromada Kałków, w powiecie nyskim
- Do 1975 w gminie Kałków, w powiecie nyskim
- Do 1976 w gminie Kałków, w województwie opolskim
- Do 1990 w gminie Otmuchów, w województwie opolskim;
- Do 1998 w gminie Otmuchów, w województwie opolskim;
- Od 1998 roku w gminie Otmuchów, w powiecie nyskim, w województwie opolskim.

## Nazwa
Daty wzmianek o miejscowości oraz stare nazwy używane oficjalnie:
- 1284 r. - Petrovici
- 1300 r. - Pitirwitz,Petrowycz,Petrowitz
- 1579 r. - Pitterwitz
- 1666 r. - Peterwitz
- 1784 r. - Peterwiz
- 1845 r. - Lehn-Peterwiz
- 1871 r. - Peterwitz
- 1945 r. - Pietrowice
- 1947 r. - Piotrowice, Piotrowice Nyskie

## Zabytki
Do wojewódzkiego rejestru zabytków wpisany jest:
- zespół pałacowy:
  - pałac (dec. dwór) 1660, 1829, 1930, nr rej.: 1195/66 z 10.03.1966
  - park, pocz. XIX, l. 70. XIX, nr rej.: 118/84 z 20.12.1984

## Turystyka
Przez miejscowość prowadzi czerwony Główny Szlak Sudecki oraz szlak rowerowy.